# Cyrtodactylus tuberculatus
Espèce
Synonymes
- Hoplodactylus tuberculatus Lucas & Frost, 1900
- Gymnodactylus olivii Garman, 1901
- Cyrtodactylus abrae Wells, 2002

Cyrtodactylus tuberculatus est une espèce de geckos de la famille des Gekkonidae.

## Répartition
Cette espèce est endémique de la péninsule du cap York au Queensland en Australie.

## Publication originale
- Lucas & Frost, 1900 : Description of a new lizard from northern Queensland. Proceedings of the Royal Society of Victoria, vol. 12, p. 145-146 (texte intégral).